# Ведерников, Михаил Юрьевич
Михаи́л Ю́рьевич Веде́рников (род. 7 марта 1975, Выборг, СССР) — российский государственный и политический деятель. Губернатор Псковской области c 17 сентября 2018 (врио 12 октября 2017 — 17 сентября 2018).
Член Президиума Государственного совета Российской Федерации с 28 января по 2 августа 2019.

## Биография
Михаил Ведерников родился 7 марта 1975 года в городе Выборге Ленинградской области. Отец работал на городском предприятии грузового транспорта.
В 1998 году окончил Выборгский филиал Северо-Западной академии государственной службы Российской академии государственной службы при президенте Российской Федерации по специальности «Государственное и муниципальное управление».
В 2000 году стал первым заместителем председателя РО ООО «Молодежное Единство» Ленинградской области.
С 2001 года по 2005 год являлся депутатом муниципального собрания Выборгского района Ленинградской области.
С 2005 года по 2009 год являлся депутатом Совета депутатов муниципального образования Выборгское городское поселение.
В 2006—2010 годах возглавлял Общественную молодёжную палату при Законодательном Собрании Ленинградской области.
С 2007 года 2010 год занимал должности заместителя, а затем первого заместителя руководителя Регионального исполкома Ленинградского областного регионального отделения партии «Единая Россия».
С марта 2010 года — советник департамента региональной политики Управления президента Российской Федерации по внутренней политике.
В феврале 2012 года назначен на должность начальника департамента по работе с регионами Южного и Северо-Кавказского федеральных округов Управления президента Российской Федерации по внутренней политике. Под его руководством начал активно развиваться форум молодежи «Машук», получивший поддержку «Росмолодежи».
27 декабря 2012 года назначен заместителем полномочного представителя Президента Российской Федерации в Северо-Кавказском федеральном округе.
С февраля по октябрь 2017 года работал заместителем полномочного представителя президента в Северо-Западном федеральном округе по Калининградской области. Он курировал работу силовых ведомств, подготовку к Чемпионату мира по футболу 2018 года, взаимодействовал с общественными организациями.
Участвовал в благотворительной акции «Ёлка желаний» в 2019, 2020, 2021 и 2022 годах.

## Губернатор Псковской области
12 октября 2017 года указом президента России назначен временно исполняющим обязанности губернатора Псковской области.
9 сентября 2018 года избран губернатором Псковской области (был выдвинут на выборы Псковским региональным отделением партии Единая Россия по итогам предварительного внутрипартийного голосования ), победил в 1 туре, набрав 70.68% голосов , 17 сентября 2018 вступил в должность.
С 28 января по 2 августа 2019 — член президиума Государственного совета Российской Федерации.
В исследовании, проведённом весной 2019 года, Центр политической конъюнктуры России (ЦПКР) назвал Михаила Ведерникова «энергичным функционером, которому свойственна аккуратная публичность и стремление к персональной ответственности». Эксперты отметили, что губернатор Псковской области открыто и свободно общается с избирателями, а в числе членов его новой команды немало бывших «бузотёров», активистов-общественников, заметных участников общественных движений.
В интервью калининградскому новостному порталу псковский губернатор сформулировал своё кредо: «Люди каждый день видят, что крыша течёт, штукатурка сыплется, в спортзале холодно. От того, насколько честно об этом говорить, зависит, мне кажется, и восприятие, и отношение к власти».
В 2023 году предложил убрать памятник Ленину с центральной площади в Пскове, а на освободившимся месте установить фонтан: "Если честно, я бы убрал Ленина и сделал бы для этого отдельный парк. А на площадь просится красивый и современный фонтан. Но пока, как я понимаю, жители за Ленина" .

### Итоги работы
Под руководством Ведерникова консолидированный бюджет области в 2022 году вырос с 28,5 млрд до 60 млрд рублей.
Активное лоббирование Ведерниковым региональных интересов привлекло в область федеральные деньги и позволило запустить социально важные инфраструктурные проекты, в том числе молочное производство, школу в Великих Луках, стадион, районную больницу. Важным результатом явился запуск скоростного железнодорожного сообщения с Санкт-Петербургом. Возобновилось авиасообщение с Москвой, открылось новое авиасообщение с Сочи, Калининградом, Казанью, Симферополем и Минеральными Водами. Объём финансирования дорожной сферы увеличился почти в 2 раза, регион перевыполняет планы ремонта дорог — приведены в порядок сотни километров городских улиц и региональных трасс.
Ведерников участвовал в создании программы индивидуального развития области вместе с Минпромторгом. Было подписано соглашение о строительстве завода «Титан-Полимер». В декабре 2022 года завод был запущен.
Благодаря успешным переговорам губернатора с главой «Ростеха» Сергеем Чемезовым в областном центре был достроен Перинатальный центр. Также в области построено 3 корпуса новой инфекционной больницы.
При содействии Ведерникова запущено несколько проектов в области культуры: кинофестиваль «Западные ворота», фестиваль классической музыки «Музыка на воде», симфонический оркестр при Псковской областной филармонии получил статус Губернаторского. По словам Ведерникова, благодаря привлечению федеральных средств завершена реконструкция Варлаамовского угла, Двора Постникова и стадиона «Машиностроитель» в Пскове, произведена реконструкция уникальных цепных мостов в Острове.
В 2018 году состоялся первый Псковский международный медиафорум, идея проведения которого принадлежала Ведерникову. В мероприятии участвовали эксперты в области медиа, представители органов власти и общественности, главные редакторы СМИ области, журналисты.
С 2018 по 2020 годы в Псковской области было установлено более 200 площадок для воркаута во всех муниципалитетах области в рамках совместного проекта региональной Администрации и спортивного движения «Street Workout Псков».
Выросла и поддержка территорий общественного самоуправления. К 2023 году финансирование их проектов увеличилось до 50 млн рублей, что на 10 млн больше, чем в 2022 году,  а количество объединений выросло до 389 (в 1,3 раза по сравнению с 2021 годом).

## Санкции
24 февраля 2023 года Госдепом США Ведерников включён в санкционный список лиц причастных к «осуществлению российских операций и агрессии в отношении Украины, а также к незаконному управлению оккупированными украинскими территориями в интересах РФ», в частности за «призыв граждан на войну в Украине».
1 апреля 2023 года внесён в санкционный список Украины как «глава государственного органа, осуществлявший поддержку/поощрение/публичное одобрение политики РФ, направленной на проведение военных действий и геноцид гражданского населения в Украине».

## Уголовные дела
В сентябре 2005 года был задержан в Ленинградской области по подозрению в похищении человека. Ведерников и его брат Николай, как писали СМИ, «на автозаправке в Выборге под угрозой применения насилия принудили гражданина Дмитрия Заиграева сесть в автомобиль БМВ, принадлежащий Михаилу Ведерникову, и вывезли его в лесной массив возле Выборга», где причинили ему телесные повреждения, квалифицируемые как легкий вред здоровью. Целью этих действий, как тогда сообщала прокуратура, являлось вымогательство 600 долларов и трех микроавтобусов, причем оба брата были задержаны при получении денег.
О дальнейшей судьбе уголовного дела в СМИ информации нет.

## Классный чин
- Действительный государственный советник Российской Федерации 2 класса (2013)[62].

## Награды
Имеет следующие награды:
- Благодарность Администрации Президента Российской Федерации, 2011 год;
- Благодарность Президента Российской Федерации, 2012 год, 2018 год, 2019 год;
- Патриарший знак «700-летие преподобного Сергея Радонежского», 2014 год;
- Почётная грамота Администрации Президента Российской Федерации, 2015 год;
- Почётная грамота Президента Российской Федерации, 2016 год;
- Благодарность председателя Центральной избирательной комиссии Российской Федерации, 2018 год;
- Медаль ордена «За заслуги перед Отечеством» II степени, 2020 год;
- Медаль Следственного комитета РФ «За содействие», 2020 год;
- Медаль МЧС России «XXX лет МЧС России», 2020 год;
- Имеет наградное оружие[63];
- Медаль Следственного комитета РФ «За содействие», 2023 год[источник не указан 763 дня];
- Орден Почёта, 2025 год[65].

## Семья
Женат, воспитывает двух дочерей и сына. Жена (Ведерникова Юлия Владимировна) — уроженка города Славска Калининградской области.

## Увлечения
Любимое занятие губернатора в свободное время – чтение. Любит поэзию Сергея Есенина и Михаила Лермонтова.
В 2018 году в интервью на радио Михаил Ведерников рассказал, что любит гулять по Пскову, занимается рыбалкой и стрельбой из пистолета.
В 2019 году учреждён ежегодный чемпионат по тактической стрельбе среди силовых структур и военизированная эстафета среди юнармейских отрядов на Кубок Губернатора. Ведерников принимал участие в первом соревновании. Занял 1 место в дуэльном этапе.
Также при поддержке Михаила Ведерникова в Псковской области создана «Лига дворового футбола» и впервые проведён Чемпионат по дворовому футболу на Кубок Губернатора.

## Ссылка
- Биография врио губернатора Псковской области Михаила Ведерникова на сайте ТАСС
- Михаил Ведерников. Пресс-портрет // RuNews24.ru